# Master Mold
Master Mold è un personaggio dei fumetti creato da Stan Lee e Jack Kirby, pubblicato dalla Marvel Comics. Trattasi di un robot creato da Bolivar Trask esplicitamente per comandare le Sentinelle e combattere i mutanti.

## Biografia del personaggio
Quando Bolivar Trask decise di costruire le Sentinelle pensò di dotarle di un capo che avrebbe potuto guidarle nel loro compito di proteggere la razza umana e di costruirne delle nuove. Questo capo era appunto Master Mold, l'unico fra le Sentinelle originali ad avere la capacità di parlare e ad essere dotato di intelligenza artificiale. Quando le Sentinelle furono presentate al mondo dettero subito ottima prova di sé sconfiggendo e catturando gli X-Men. Dopo questa vittoria Master Mold si rese conto dell'elevato numero di mutanti presenti sulla Terra e dell'insicurezza degli esseri umani.
Decise, perciò, che l'unico modo per proteggere davvero l'umanità era quello di conquistarla. Egli infatti non era stato programmato per obbedire ad alcun tipo di ordine, da chiunque provenisse, ma, anzi, poteva prendere autonomamente delle decisioni purché rispettassero l'unico obiettivo col quale era stato costruito, proteggere, cioè, la razza umana dai mutanti. Resosi conto del drammatico errore e delle idee estremiste del robot, Bolivar Trask sacrificò la sua vita per distruggere Master Mold e tutte le Sentinelle che questi aveva creato.
Dopo la distruzione del Master Mold originale ne vennero creati diversi altri nel corso degli anni. Tra questi ricordiamo coloro che si fusero con Nimrod, la Sentinella proveniente dal futuro, e crearono l'essere conosciuto come Bastion.
Un altro Master Mold, invece, si fuse con l'esanime Steve Lang quando questi stava per morire. Si scontrò poi con Hulk, Angelo e Uomo Ghiaccio venendo distrutto con la distruzione della propria base segreta. Infine un Master Mold fu costruito segretamente in Ecuador. Questi creò le Sentinelle autonome, molto diverse da tutti i tipi precedenti poiché non avevano alcun comando umano a cui obbedire. Quest'ultimo Master Mold fu sconfitto da Cassandra Nova che utilizzo le sue Sentinelle per distruggere Genosha.

## Poteri e abilità
Master Mold, come tutte le altre Sentinelle, è dotato di forza e resistenza straordinarie ed è capace di emettere dei raggi di vario tipo. Caratteristiche che lo distinguono sono la stazza gigantesca e soprattutto la capacità di poter costruire altre Sentinelle. Bolivar Trask lo ha dotato anche di capacità logiche ed intellettive che lo rendono in grado di elaborare complesse strategie e soprattutto di sviluppare una propria autonomia decisionale, senza essere dipendente dagli ordini degli esseri umani.

## Altri media

### Televisione
Master Mold appare in:
- Insuperabili X-Men
- Wolverine e gli X-Men
- X-Men '97

### Videogiochi
Master Mold appare in:
- X-Men Legends
- X-Men: Il gioco ufficiale
- X-Men 3: The Last Stand
- Marvel vs. Capcom 3: Fate of Two Worlds
- Marvel Future Fight